# Emisferă cerebrală

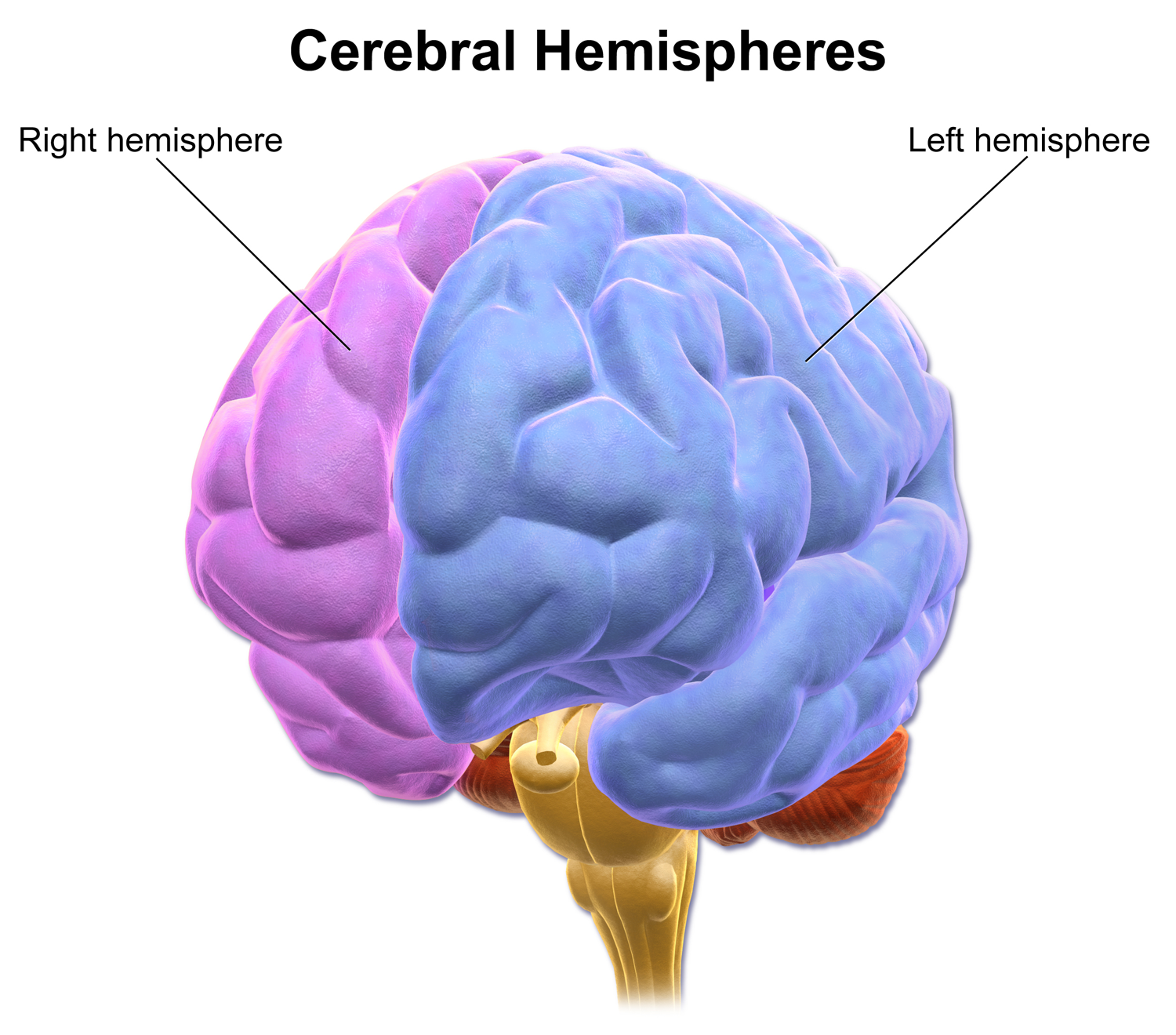
Creierul uman văzut din față:
- violet - emisfera dreaptă
- albastru - emisfera stângă.

Emisferele cerebrale sunt fiecare din cele două părți simetrice ale creierului mare, de formă eliptică și separate prin scizura interemisferică.
Sunt formate din lobi (frontal, parietal, temporal, occipital și al insulei), separați prin șanțuri adânci (scizuri).
Suprafața lobilor este brăzdată de șanțuri care delimitează circumvoluțiile cerebrale, cel mai proeminent fiind șanțul lateral cerebral.
În interiorul emisferelor cerebrale se află ventriculele laterale.
Masa emisferelor cerebrale este alcătuită din substanță albă în care se găsesc nuclee de substanță cenușie, iar la periferia acestora se află de asemenea substanță cenușie.
Filogenetic, emisferele cerebrale constituie cea mai nouă porțiune a creierului și dețin un rol important în coordonarea nervoasă.
Marea dezvoltare a emisferelor cerebrale umane se datorează, pe de o parte, particularităților anatomo-fiziologice ale creierului strămoșilor omului (maimuțe antropomorfe), iar pe de altă parte apariției stațiunii bipede, influenței muncii și limbajului.
Față de emisferele cerebrale ale antropoidelor, cele ale omului sunt relativ mai mari, cu circumvoluții mai numeroase, cu câmpuri de asociație și de integrare mai întinse, corespunzător cu noile funcțiuni ale scoarței cerebrale.
Acest articol conține text din Dicționarul enciclopedic român (1962-1966), aflat acum în domeniul public.